# Хью ле Диспенсер, 1-й барон Диспенсер
Хью ле Диспенсер (англ. Hugh le Despenser; до 1223 — 4 августа 1265) — 1-й барон ле Диспенсер, главный юстициарий Англии 1260—1261, 1263—1265, констебль Лондонского Тауэра, сын Хью I ле Диспенсера и, возможно, дочери Сэйра IV де Квинси, 1-го графа Уинчестера. Хью был другом и верным соратником Симона де Монфора, 6-го графа Лестера, во время баронского восстания против короля Англии Генриха III.

## Биография
После смерти отца в 1238 году Хью унаследовал его поместья Лоборо, Бертон, Хугглскоут, Фриби и Арнесби в Лестершире, Парлингтон и Хиллэм Йоркшире, Сибси и Окборо в Линкольншире, Рихол и Белмисторп в Ратленде.
В 1245 году Хью получил в подарок от короля Генриха III две бочки вина, а в 1247 и 1249 годах — строевой лес, а в 1253 году — право свободной охоты в Ратленде.
В 1255 году Хью был назначен констеблем королевского замка Хорнстон, а в 1257 году — сопровождал брата короля Ричарда Корнуоллского а Ахен, где тот был коронован как римский король.
В 1256 году Хью познакомился с графом Лестера Симоном де Монфором, когда они были посредниками во время договора о браке между детьми Эдмунда де Ласи и Уильяма Лонгспи. У 1259 году Симон и Хью, несмотря на разницу в возрасте, подружились.
в 1258 году был созван так называемый «Бешеный парламент» в Оксфорде, в состав которого вошло по 12 сторонников короля Генриха III и баронов. В состав парламента вошёл и Хью, сторонник баронской партии. К октябрю 1260 году центральной фигурой в правительстве стал Симон де Монфор. В тогда же были заменены трое главных королевских чиновника: канцлер, казначей и юстициарий. Хью, несмотря на возражения Генриха III, был назначен главным юстициарием вместо Хью Биго. Также он был назначен констеблем Лондонского Тауэра.
Примерно тогда же, в 1260 году, Хью женился на Эйлин (Эйлива) Бассет. По мнению специалистов по генеалогии, этот брак вероятно был вторым. Разрешение жениться Хью получил от короля ещё в 1238 году. Тесть Хью, Филипп Бассет, также был сторонником баронской партии, однако позже он примкнул к королю.
Но к маю 1261 года Генрих III восстановил свою власть над королевством. Тогда же он сместил Хью с постов юстициария и констебля Тауэра. При этом новым юстициарием был поставлен тесть Хью, Филипп Бассет, ставший к тому времени сторонником короля. Однако в июле 1263 года Хью вновь вернул себе оба поста.
В марте 1264 года Хью возглавил толпу лондонцев, которые разгромили поместье Ислеуорт, принадлежавшее брату короля Ричарду Корнуольскому. А в апреле группа лондонцев устроила еврейский погром в Лондоне, убивая их и грабя. Хью вместе с мэром Лондона пытались противостоять погрому и смогли спасти некоторых евреев, которые смогли укрыться в Тауэре, констеблем которого был Хью.
К этому времени в Англии разгорелась гражданская война. В мае 1264 года состоялась битва при Льюисе, в которой королевская армия была разбита, а Генрих III со старшим сыном Эдуардом попали в плен к Симону де Монфору. Попали в плен и многие сторонники короля, в том числе и тесть Хью, Филипп Бассет. Его, получившего множество ран, взял в плен лично Хью. Симон де Монфор был объявлен лордом-протектором королевства.

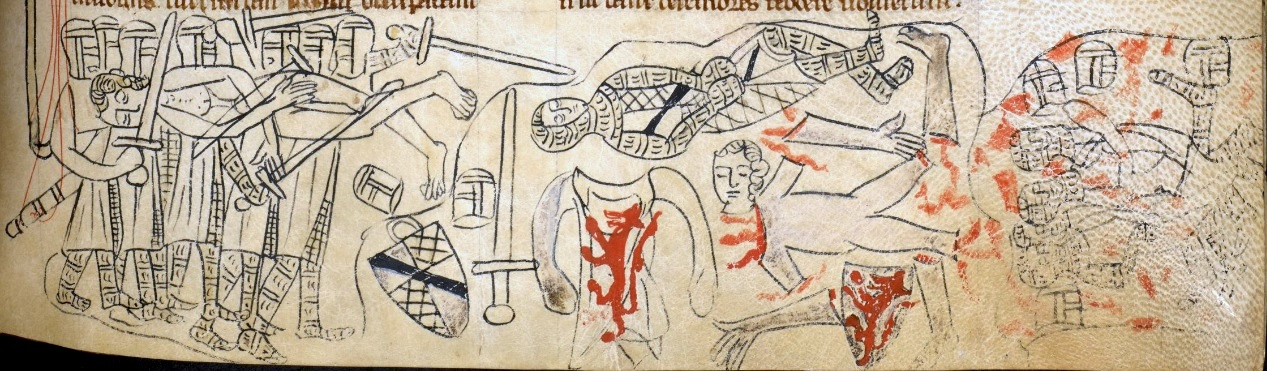
Смерть и расчленение тела Симона де Монфора в битве при Ившеме. Миниатюра XIII века. В центральной части лежит Хью де Диспенсер, виден его щит.

Однако в 1265 году положение мятежных баронов ухудшилось. Сначала из лагеря Симона перешёл на сторону королевской партии молодой граф Глостера и Хертфорда Жильбер де Клер. А в мае бежал из заключения старший сын Генриха III Эдуард. Он присоединился в Жильберу де Клеру и другим лордам Валлийской марки.
4 августа 1265 года армия Симона де Монфора около Ившемского аббатства были застигнуты врасплох превышавшей их по численности армией принца Эдуарда. Симон хотел вместе с ближайшими сторонниками бежать, однако Хью Диспенсер и Ральф Бассет уговорили его дать бой. В завязавшейся битве армия Симона была разбита. Сам Симон был убит. Вместе с ним погибли 160 баронов и рыцарей. В числе погибших был и Хью. Его тело вместе с торсом Симона де Монфора подобрали монахи и похоронили в Ившемском аббатстве перед главным алтарём.
Вдова Хью, Эйлин Бассет, оставшаяся в Лондоне, услышав о поражении армии баронов, выпустила всех заключённых. Её отец, судя по всему, был выпущен раньше. Филипп де Бассет использовал всё своё влияние, чтобы Эйлин и её сын не пострадали. Более того, владения Диспенсеров не были конфискованы и в итоге достались Хью (III). Позже Эйлин вышла замуж вторично — за графа Норфолка Рожера Биго, сына предшественника Хью на посту юстициария.

## Брак и дети
Жена: ок. 1260 Алина Бассет (около 1241/1249 — до 11 апреля 1281), дочь Филиппа Бассета и Авизы де Лувен. Дети:
- Хью (III) Старший (1 марта 1261 — 27 ноября 1326), 2-й барон ле Диспенсер с 1265, 1-й граф Уинчестер с 1322, юстициарий Ирландии 1296—1307, 1307—1311, 1311—1314, 1324—1326, лорд-хранитель Пяти портов в 1320, советник английского короля Эдуарда II.

Также у Хью было 3 дочери, но возможно, что они были дочерями от первого (не задокументированного) брака Хью.
- Алиенор (умерла 11 октября 1328); муж: Хью де Куртене (умер 28 февраля 1291), лорд Окгемптон
- Джоан; муж: до 1272 Томас де Фёрниволл (умер в 1332), 1-й барон Фёрниволл
- Энн; муж: Уильям де Феррерс из Гроуби (около 1240 — до 20 декабря 1287)